# Авенір (Арнаудов)
Єпископ Авенір (в миру Александр Стойчев Арнаудов) нар. 24 березня 1930, село Костієво, Пловдивська область — пом. 11 червня 2001, Австрія) — єпископ Православної церкви Болгарії, єпископ Знепольський, вікарій Західно- та Середньоєвропейської єпархії. Вихованець Патріарха Київського та всієї Руси-України Святійшого Філарета.

## Біографія
З 1946-1951 навчався в Софійській духовній семінарії.
У 1951-1955 здобував вищу освіту у Софійській духовній академії, яку закінчив, написавши роботу на тему «Походження і розвиток церковних шат».
У 1956-1960 був помічником регента в церкві «Святої Параскеви П'ятниці» в Пловдиві.
26 січня 1961 прибув до Відня. Вступив у відання Віденської єпархії Російської Православної Церкви.
У 1962-1968 був студентом Віденського Державного Університету на факультетах славістики та історії мистецтва.
19 січня 1963 єпископом Віденським і Австрійським Філаретом (Денисенком) висвячений у сан диякона.
З 1969 по 1995 працював бібліотекарем в Віденській Національній бібліотеці.
26 серпня 1972 єпископом Віденським і Австрійським Германом (Тимофєєвим) пострижений у чернецтво з ім'ям Авенір.
6 квітня 1975 архієпископом Віденським і Австрійським Іринеєм (Зуземілем) висвячений в сан ієромонаха.
30 квітня 1978 архієпископом Іринеєм зведений в сан ігумена, а 19 жовтня 1979 — в сан архімандрита.
У 1979-1991 архімандрит Авенір є настоятелем храму Преображення Господнього в Баден-Бадені (Німеччина).
Помер 11 червня 2001. Похований на Віденському Центральному Цвинтарі.

## Нагороди
- Орден святого рівноапостольного великого князя Володимира ІІІ ступеня (1982)
- Орден преподобного Сергія Радонезького ІІІ ступеня (1988)